# Manuel Pavía y Lacy
Manuel Pavía y Lacy (Granada, 6 de juliol de 1814 - Madrid, 22 d'octubre de 1896) va ser un general espanyol i primer marquès de Novaliches.

## Biografia
Va estudiar en col·legi Jesuïta de València fins que va entrar en l'Acadèmia d'Artilleria de Segòvia. En 1833 va aconseguir el grau de lloctinent en la guàrdia de la reina Isabel II, i durant la Primera Guerra Carlina va passar a ser general de divisió, amb tan sols 26 anys. El Partit Moderat li va nomenar ministre de Guerra en 1847, sent enviat a Catalunya, on els seus esforços per contenir la rebel·lió carlista no van tenir èxit. Va ser nomenat senador en 1845 i marquès en 1848.
Va ser enviat a Manila en 1852 com a capità general de les Filipines. A l'abril de 1854 va aixafar una insurrecció i va realitzar diverses reformes útils. En la seva tornada a Espanya, es va casar amb la comtessa de Santa Isabel i va comandar les reserves peninsulars durant la Guerra d'Àfrica. Va rebutjar la cartera de ministre de Guerra en dues ocasions. Aquesta li havia estat oferta pels mariscals O'Donnell i Narváez. Després de rebutjar la cartera de guerra, va formar un gabinet de moderats en 1864 que tan sols va durar uns dies. Es va oferir para aixafa la insurrecció a Madrid del 22 de juny de 1866 i quan la revolució va esclatar al setembre de 1868, va acceptar el comandament de les tropes de la reina Isabel. Va ser derrotat pel mariscal Serrano en la batalla del Pont d'Alcolea del 28 de setembre de 1868, en la qual va ser ferit en la cara, quedant totalment desfigurat. Es va apartar durant La Gloriosa. La Restauració va fer al marquès de Novaliches senador, i el nou rei li va atorgar el toisó d'or.
Va morir a Madrid el dia 22 d'octubre de 1896.